# بومی‌های کلمبیا
بومی‌های کلمبیا یا سرخپوستان کلمبیا به آن دسته از اقوام ساکن در کلمبیا گفته می‌شود که تبار آن‌ها به اقوام بومی منطقه در دوران پیشاکلمبی و پیش از ورود سفیدپوستان می‌رسد. این اقوام سرخپوست در کلمبیا دارای امتیازاتی هستند. دولت کلمبیا فهرستی از اقوام سرخپوست را که بومی کلمیا می‌دانسته را تحت پوشش سازمانی بنام سازمان ملی بومیان کلمبیا درآورده است. تبارها و زبان‌های بومیان کلمبیا متفاوت است. شمار زیادی از آنان را قبیله‌های آرواک و کاریب تشکیل می‌دهند. از سال ۱۹۹۰ تاکنون شمار زیادی از بومیان کلمبیا که برای احقاق حقوق قومی خود دست به اعتراضات زده بودند، کشته یا ناپدید شده‌اند. این اعتراضات و درگیری‌ها تا سال‌های اخیر همچنان ادامه داشته‌است.